# Krzyż Zasługi
Krzyż Zasługi – polskie cywilne odznaczenie państwowe, nadawane za zasługi dla Państwa lub obywateli, ustanowione na mocy ustawy z dnia 23 czerwca 1923 roku i nadawane do chwili obecnej.
Krzyż Zasługi dzieli się na trzy stopnie:
1. Złoty Krzyż Zasługi,
2. Srebrny Krzyż Zasługi,
3. Brązowy Krzyż Zasługi.

Odmianami Krzyża Zasługi są Krzyż Zasługi za Dzielność i Krzyż Zasługi z Mieczami.

## Historia

### 1923–1945
Krzyż Zasługi początkowo był najwyższym odznaczeniem dla osób cywilnych, które po odzyskaniu przez Polskę niepodległości w 1918 roku wyróżniły się w pracy dla kraju i społeczeństwa, spełniając czyny wychodzące poza zakres ich codziennych obowiązków.
Pierwotnie w każdym stopniu mógł być przyznawany tej samej osobie czterokrotnie (w 1939 [lub wcześniej] osoba czterokrotnie odznaczona brązowym lub srebrnym Krzyżem Zasługi, mogła otrzymać dodatkowo odznaczenie o wyższym stopniu), jednak w odstępach czasu nie krótszych niż jeden rok (wyjątek stanowiły czyny dokonane z narażeniem życia). Przy kolejnym nadaniu Krzyża Zasługi na wstążkę nakładane były metalowe okucia w formie listewki. Złoty Krzyż Zasługi nadawał Prezydent RP na wniosek prezesa Rady Ministrów, na podstawie wniosków poszczególnych ministrów. Srebrny i Brązowy Krzyż Zasługi nadawał Prezes Rady Ministrów, także na podstawie wniosków poszczególnych ministrów. Nadawanie poszczególnych stopni odznaczenia było uzależnione od stopnia służbowego i wojskowego jakie posiadał kandydat. Były też wyjątki od reguły, a świadczy o tym nadanie w 1926 roku Złotego Krzyża Zasługi por. pil. Bolesławowi Orlińskiemu i Srebrnego Krzyża Zasługi sierż. Leonowi Kubiakowi za przelot samolotem na trasie Tokio–Warszawa–Tokio.
Pierwsza zbiorowa dekoracja Krzyżem Zasługi odbyła się z okazji piątej rocznicy odzyskania niepodległości, w dniu święta narodowego 11 listopada 1923 roku. Rozdano wówczas 27 Krzyży Srebrnych i 41 Krzyży Brązowych. Kolejne zbiorowe nadanie odbyło się na początku 1924 roku, a trzecie w dniu 15 marca 1924 roku. Uhonorowanym Krzyżem Zasługi od 10 lipca 1935 roku (Dz.U. z 1935 r. nr 47, poz. 320) przysługiwało czynne prawo wyborcze do Senatu.
W 1929 roku odznaczeni „winni niezwłocznie wpłacić (indywidualnie, nie zbiorowo) czekiem na konto Prezydium Rady Ministrów, rachunek krzyża zasługi (konto w PKO nr 30.328): 18 zł za złoty krzyż zasługi, 12 zł za srebrny krzyż zasługi i 6 zł za brązowy krzyż zasługi”. Na blankiecie czekowym należało podać nazwisko oraz adres i cel wpłaty. Żołnierze w służbie czynnej otrzymywali krzyże drogą służbową, po uprzednim wpłaceniu należności i przygotowaniu dyplomu.
W 1937 roku określono ścisłe zasady przedstawiania wniosków poszczególnych stopni Krzyża Zasługi, zależnie od posiadanego stopnia służbowego żołnierzy i funkcjonariuszy państwowych, np. do Złotego Krzyża Zasługi mogli być przedstawiani żołnierze w stopniu: marszałek, generał, pułkownik i podpułkownik, a do Srebrnego KZ: major, kapitan, porucznik i podporucznik. Podobne reguły były stosowane do funkcjonariuszy państwowych.
W latach 1923–1939 przyznano 151 034 Krzyże Zasługi. W dwóch ostatnich latach przed wybuchem II wojny światowej liczba nadań Krzyża Zasługi bardzo wzrosła, nadano wówczas 109 252 odznaki, co stanowiło ponad 2/3 wszystkich nadań od 1923 roku.

### 1944–1992
Krzyż Zasługi został przejęty dekretem PKWN z dnia 22 grudnia 1944 roku do systemu odznaczeń Polski Ludowej, następnie potwierdzony w ustawie z dnia 17 lutego 1960 o orderach i odznaczeniach jako odznaczenie, które nadawane jest osobie zasłużonej w pracy zawodowej lub w działalności społecznej. Ustawa nie określała szczegółowych kryteriów jego nadawania. Mógł być nadany również przedsiębiorstwu, zakładowi, instytucji lub jednostce terytorialnej. Zachowano podział krzyża na trzy stopnie. Przyjęto w tym czasie zasadę, że złoty i srebrny krzyż może być nadany dwukrotnie, zaś brązowy tylko raz. Odznaczonym po raz drugi wręcza się odznakę krzyża (zamiast okucia na wstążce). Krzyż nadawany był początkowo przez Prezydium Krajowej Rady Narodowej, następnie przez Prezydenta RP (1947–1952), Radę Państwa (1952–1989) i ponownie Prezydenta RP (po 1989).
Krzyż Zasługi przyznawał również w latach 1940–1989 Rząd Polski na Uchodźstwie, w formie przedwojennej. W tym czasie Krzyżami Zasługi były odznaczane zarówno osoby, jak również organizacje (np. Teatr Polski w Adelajdzie).
Do aktualnego systemu odznaczeniowego III Rzeczypospolitej Krzyż Zasługi wszedł na mocy ustawy z dnia 16 października 1992 roku, zastępującej poprzednią ustawę z 1960.
W okresie PRL można go było otrzymać za długą, nieprzerwaną pracę w przemyśle górniczym, hutniczym oraz stoczniowym. Za 5 lat otrzymywało się brązowy, za 10 lat – srebrny, za 25 lat – złoty (dodatkowo w górnictwie można było otrzymać Order Sztandaru Pracy: II klasy – za 30 lat pracy, I klasy – za 35 lat).
W latach 1944–1992 (do końca obowiązywania ustawy z okresu PRL) przyznano 3 541 694 Krzyże Zasługi.

### Od 1992
W latach 1992–2009 przyznano 49 468 Złotych Krzyży Zasługi, 84 642 Srebrne Krzyże Zasługi i 97 973 Brązowe Krzyże Zasługi.

## Obecne zasady nadawania
Według ustawy z 1992, Krzyż Zasługi jest nagrodą dla osób, które położyły zasługi dla Państwa lub obywateli spełniając czyny przekraczające zakres ich zwykłych obowiązków, a przynoszące znaczną korzyść Państwu lub obywatelom. Może być nadany także za:
- ofiarną działalność publiczną,
- ofiarne niesienie pomocy oraz działalność charytatywną.

Krzyż Zasługi tego samego stopnia może być nadany tej samej osobie dwukrotnie. Drugie nadanie Krzyża tego samego stopnia ponownie oznacza się przez nałożenie na wstążkę Krzyża okucia w kształcie listewki. Przed nadaniem Krzyża Zasługi wyższego stopnia powinny upłynąć co najmniej 3 lata; odstępstwa są dopuszczalne wyjątkowo. Nadawany jest przez Prezydenta RP.

## Opis odznaki

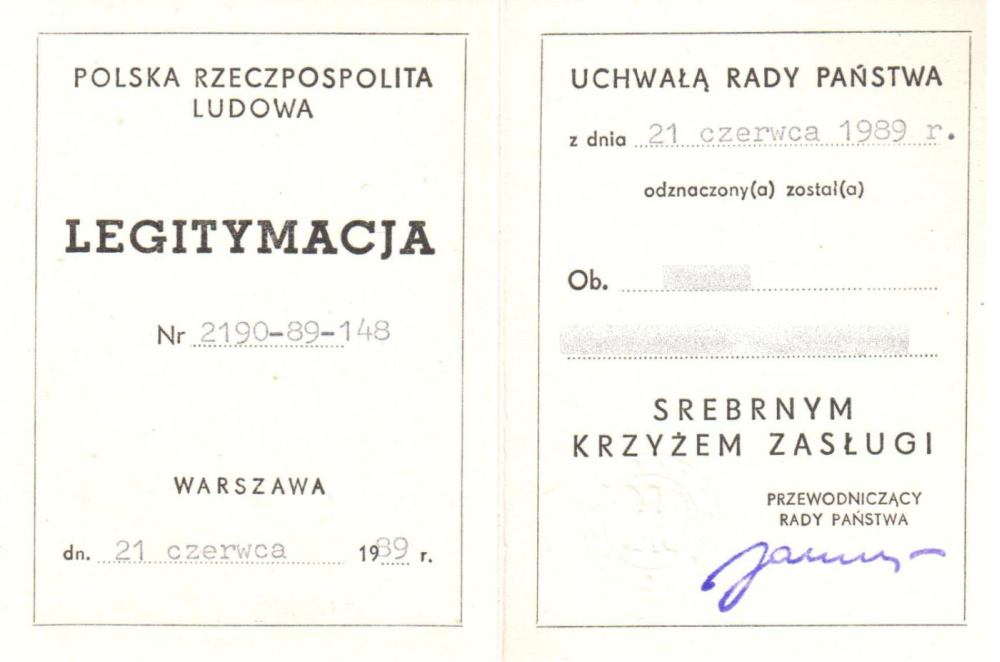
Legitymacja wydana do Srebrnego Krzyża Zasługi w 1989 roku

Odznaką Krzyża Zasługi jest krzyż równoramienny, zbliżony do krzyża kawalerskiego, o wymiarach 42 na 42 mm, zakończony na rogach ramion kulkami. Odznaka Złotego i Srebrnego Krzyża jest odpowiednio złocona lub srebrzona, zaś ramiona krzyża tych stopni pokryte są czerwoną emalią w obramowaniu, nałożoną na fakturowane podłoże. Między ramionami krzyża znajdują się pęki promieni (po pięć promieni między dwoma ramionami, środkowy promień jest najdłuższy, a pozostałe maleją w kierunku ramion; na odznace Brązowego KZ pomiędzy ramionami widnieją trzy promienie). W środku krzyża jest okrągła biało emaliowana tarcza (medalion) z umieszczonym na niej monogramem: RP. Tarcza Złotego i Srebrnego Krzyża Zasługi jest w otoku pokrytym czerwoną emalią i w ornamentowanym obramowaniu. Wokół tarczy Brązowego Krzyża Zasługi umieszczony jest wypukły wieniec laurowy, tarcza ta nie jest emaliowana. Rewers krzyża jest gładki. Obramowanie ramion krzyża, pęki promieni, litery na tarczy, ornamentowane obramowanie tarczy i odwrotna strona krzyża są złocone lub srebrzone, w zależności od stopnia odznaczenia. Odznaka Brązowego Krzyża Zasługi jest w całości patynowana na brązowo, bez emalii.
Odznaka Krzyża Zasługi ulegała niewielkim zmianom. Początkowo Krzyż ten różnił się wymiarami 40 na 40 mm. Niektóre krzyże miały na rewersie wybity kolejny numer – numerację stosowano tylko w początkowym okresie nadań. Do roku 1952 odznaka krzyża nie różniła się od odznaki ustalonej w roku 1923. Dopiero po uchwaleniu Konstytucji PRL, od 1960 inicjały RP na białej tarczy środkowej krzyża zostały zastąpione inicjałami: PRL. Zmieniły się wymiary krzyża, które wynosiły od tej pory 42 na 42 mm. W 1992 przywrócono inicjały: RP.
Wstążka krzyża o szerokości 40 mm, ma kolor pąsowy (w II RP wstążka była amarantowa), wzdłuż obu brzegów ma niebieski pionowy pasek szerokości 3 mm. Odznaki złotego lub srebrnego krzyża są zawieszane na wstążce na złotym lub srebrnym wianuszku średnicy 20 mm z liści laurowych, a brązowego krzyża na gładkim kółku.
W latach 1923–1945 i od 1992 roku kolejne nadania Krzyża w tym samym stopniu oznacza się przez nakładane na wstążkę metalowe okucia, w kształcie gładkiej, matowej listewki złoconej, srebrzonej lub patynowanej na brązowo, w zależności od stopnia odznaczenia, szerokości 5 mm z polerowanymi krawędziami. W Polsce Ludowej odznaczani po raz kolejny danym stopniem Krzyża otrzymywali kolejne egzemplarze odznaczenia.
Krzyż Zasługi nosi się na lewej stronie piersi zawieszony na wstążce, w określonej przepisami kolejności.

### Baretki

#### II RP
Na baretkach Krzyża Zasługi zakładane były oznaki dodatkowe w postaci okuć.
| Baretki KZ (II RP)     | Baretki KZ (II RP) | Baretki KZ (II RP) | Baretki KZ (II RP) |
|                        | Krzyż Złoty        | Krzyż Srebrny      | Krzyż Brązowy      |
| ---------------------- | ------------------ | ------------------ | ------------------ |
| nadany po raz pierwszy |                    |                    |                    |
| nadany dwukrotnie      |                    |                    |                    |
| nadany trzykrotnie     |                    |                    |                    |
| nadany czterokrotnie   |                    |                    |                    |

#### Polska Ludowa
Wprowadzono galoniki dla odróżnienia Krzyża Srebrnego i Złotego. Nie wprowadzono okuć za kolejne nadania. Noszono taką liczbę baretek, ile Krzyży posiadał odznaczony.
| Baretki KZ (1960–1992) | Baretki KZ (1960–1992) | Baretki KZ (1960–1992) |
| ---------------------- | ---------------------- | ---------------------- |
| Krzyż Złoty            | Krzyż Srebrny          | Krzyż Brązowy          |

#### III RP
Utrzymano galoniki dla odróżnienia Krzyża Srebrnego i Złotego. Drugie nadanie odznaczenia markuje się na baretce odpowiednim co do barwy, metalowym, pionowym okuciem. Dozwolone jest noszenie tylko jednej baretki, najwyższego posiadanego stopnia.
| Baretki KZ (od 1992)   | Baretki KZ (od 1992) | Baretki KZ (od 1992) | Baretki KZ (od 1992) |
|                        | Krzyż Złoty          | Krzyż Srebrny        | Krzyż Brązowy        |
| ---------------------- | -------------------- | -------------------- | -------------------- |
| nadany po raz pierwszy |                      |                      |                      |
| nadany dwukrotnie      |                      |                      |                      |